# 默迪卡站
默迪卡站位於吉隆坡默迪卡118摩天大楼附近，是巴生谷加影线的其中一个地下捷运车站。本站周围有默迪卡体育场、国家体育馆和默迪卡118。
本站属于双溪毛糯－加影线第二阶段线路，于2017年7月17日開始通行。

## 历史

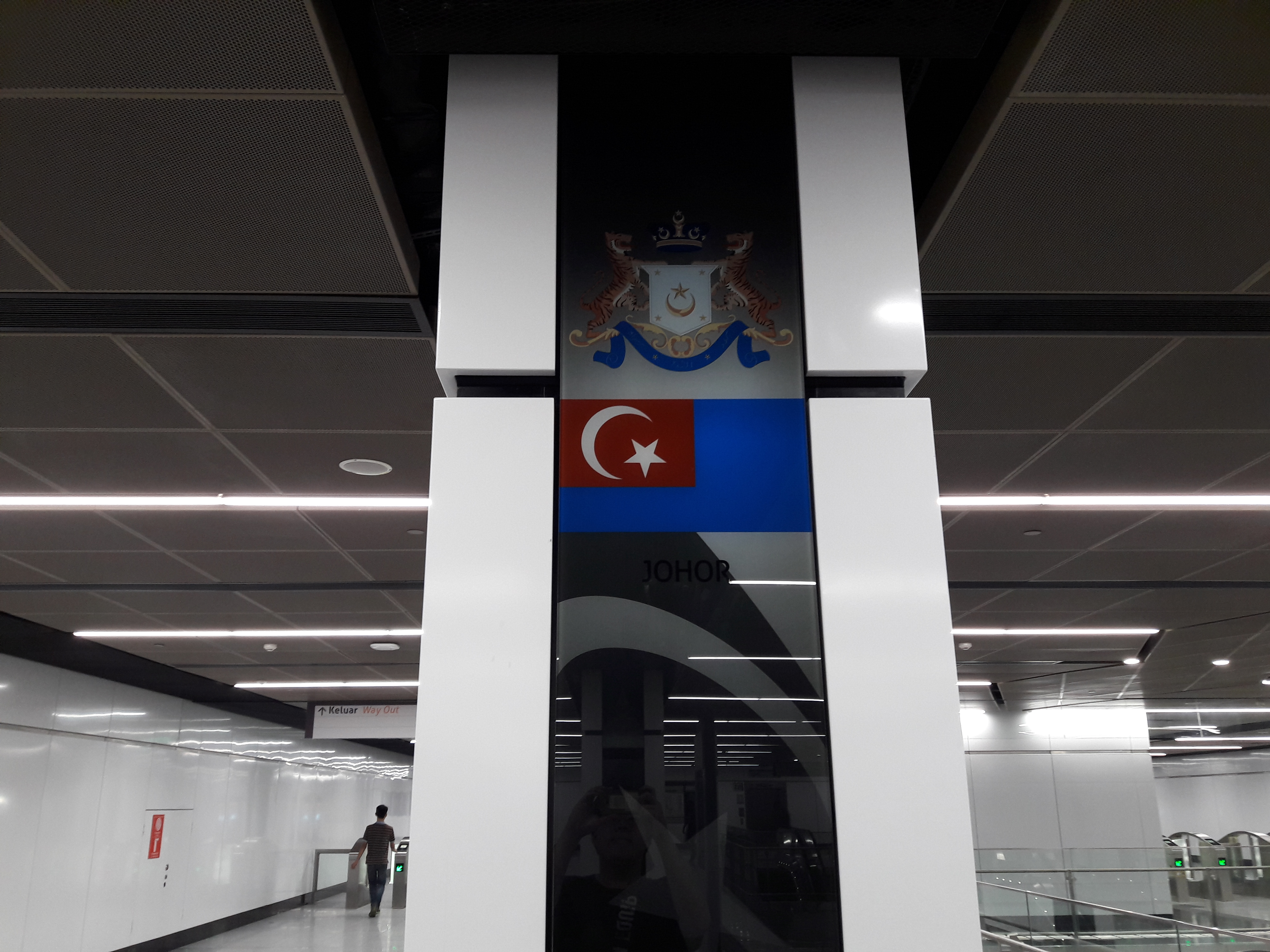
柔佛州州旗装饰

默迪卡捷运站旧址为默迪卡公园，其也毗邻马来西亚未来最高的摩天大楼吉隆坡118和汉惹拔路（Jalan Hang Jebat）。本站以临近的默迪卡体育场命名。该体育馆历史悠久，是马来西亚国父东姑阿都拉曼于1957年8月31日宣布马来亚联邦从大英帝国独立的地点。也因此，马来亚独立事迹被选为本站的室内设计主题。
沿默迪卡的捷运站与其他双溪毛糯－加影线车站同时于2012年左右开始施工。而默迪卡捷运站也在2017年7月17日与其他第二阶段车站开通。
不過，此站僅開放9天，就出現了破壞行為。車站的「国家原则」大字被小孩攀爬致使文字掉落以及凳子被人以尖锐物割出痕迹。另外連同其餘幾個新車站的損毀，維修和清理的費用需要10,000令吉。

## 车站结构和设计
默迪卡站是双加捷运的地下车站，位于汉惹拔路下方。本站包括地面层共有4层，另设有两个入口。地下一楼为上大厅层，设有国家原则大字和许多独立元素的装饰，地下二楼为下大厅层，地下三层为车站站台。
本站的主題风格為「独立」（Independence），融入了许多爱国元素。 。其色调则以 （国旗黄）为主。
本站的墙壁展示马来西亚重要的历史画面，即马来西亚国父东姑阿都拉曼带领人民高举右手喊“默迪卡”的照片，并以国旗为背景，整幅画面是以黑白色呈现。
车站大厅的墙壁也刻有国家原则的大字。马来文版的国家原则是以内凹形字体呈现，右上角则有英文版的国家原则，字体较小及呈凸型。从上大厅层至下大厅层的自动扶梯上方的天花板设有14条鲜黄色线条装饰（为马来西亚国旗十四芒星之拆分），象征马来西亚十三个州和联邦直辖区团结一致。此外，车站大厅的每个支柱也以马来西亚各州旗帜和徽章装饰。
| 地面     | 街道                | 汉惹拔路、计程车停靠处、私家车停靠处                                                                                       |
| 地下一楼 | 上大厅层            | 手扶梯、电梯和楼梯至地面和下大厅层、国家原则大字装饰                                                                       |
| 地下二楼 | 下大厅层/付费区通道 | 手扶梯、电梯和楼梯至上大厅层和站台楼、询问处、自动售票机、验票闸门、车站控制台、便利商店、入口C（通往 SP8 AG8 人民广场站） |
| 地下三楼 | 1号站台:            | 9 加影线 9往加影 KG35 (→)                                                                                                  |
| 地下三楼 | 岛式站台            | |
| 地下三楼 | 2号站台:            | 9 加影线 9往桂莎白沙罗 KG04 (←)                                                                                            |

### 站内换乘
原本本站被设计为一座「转乘站」，但后来改为一座「换乘站」，可通过付费区通道换乘至安邦/大城堡线的 AG8  SP8 人民广场站。因此，乘客在两条线路之间进行换乘时无须个别购买单独车票。本站不远处也有 AG8  SP8  MR4 汉都亚站，只是需要步行约600米距离。
付费区通道共长180米，位于下大厅楼的入口C。该通道设有手扶梯、两个自动人行道、空调设施及使用自然采光。

### 出入口

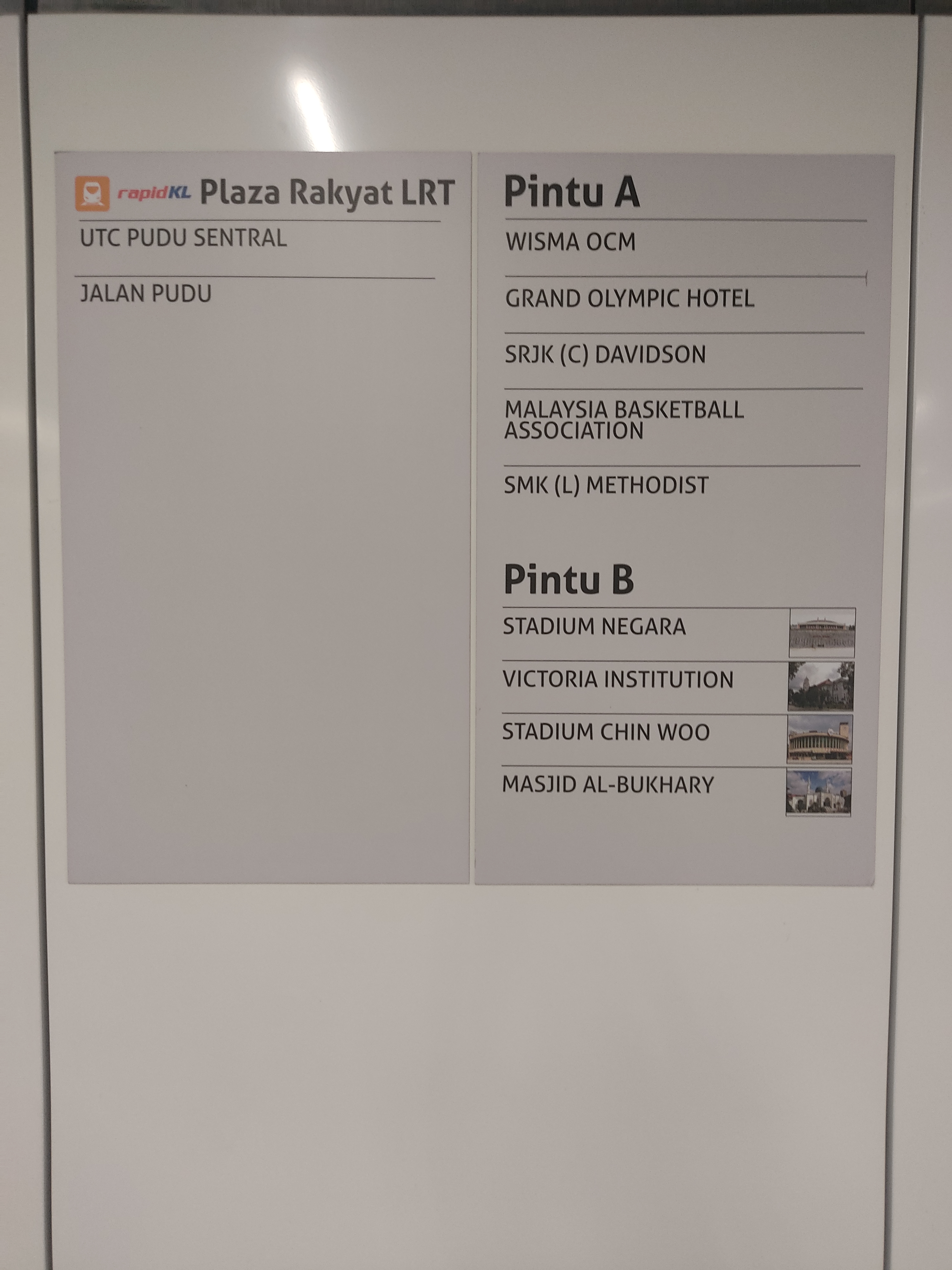
默迪卡站的目的地标示

本站在汉惹拔路设有两个入口（A和B），同时设有一个入口C，通过付费区通道衔接至人民广场。
| 9 加影线车站         |                                                                                     |      |
|                      |                                                                                     |      |
| 出口編號             | 建議前往的目的地                                                                    | 图片 |
| A                    | 汉惹拔路北侧 马来西亚奥运理事会、奥运大酒店、州立华小、马来西亚篮球总会、美以美男中 |      |
| B                    | 汉惹拔路南侧 马来西亚国家体育馆、维多利亚书院、精武体育馆、阿布卡瑞清真寺           |      |
| 人民广场站付费区通道 | 富都中环车站城市转型中心和半山芭路                                                  |      |

## 巴士服务
本站没有提供接驳巴士服务。不过，乘客可通过人民广场站附近的富都中环车站搭乘前往市区周围的巴士。

## 图片集

### 车站

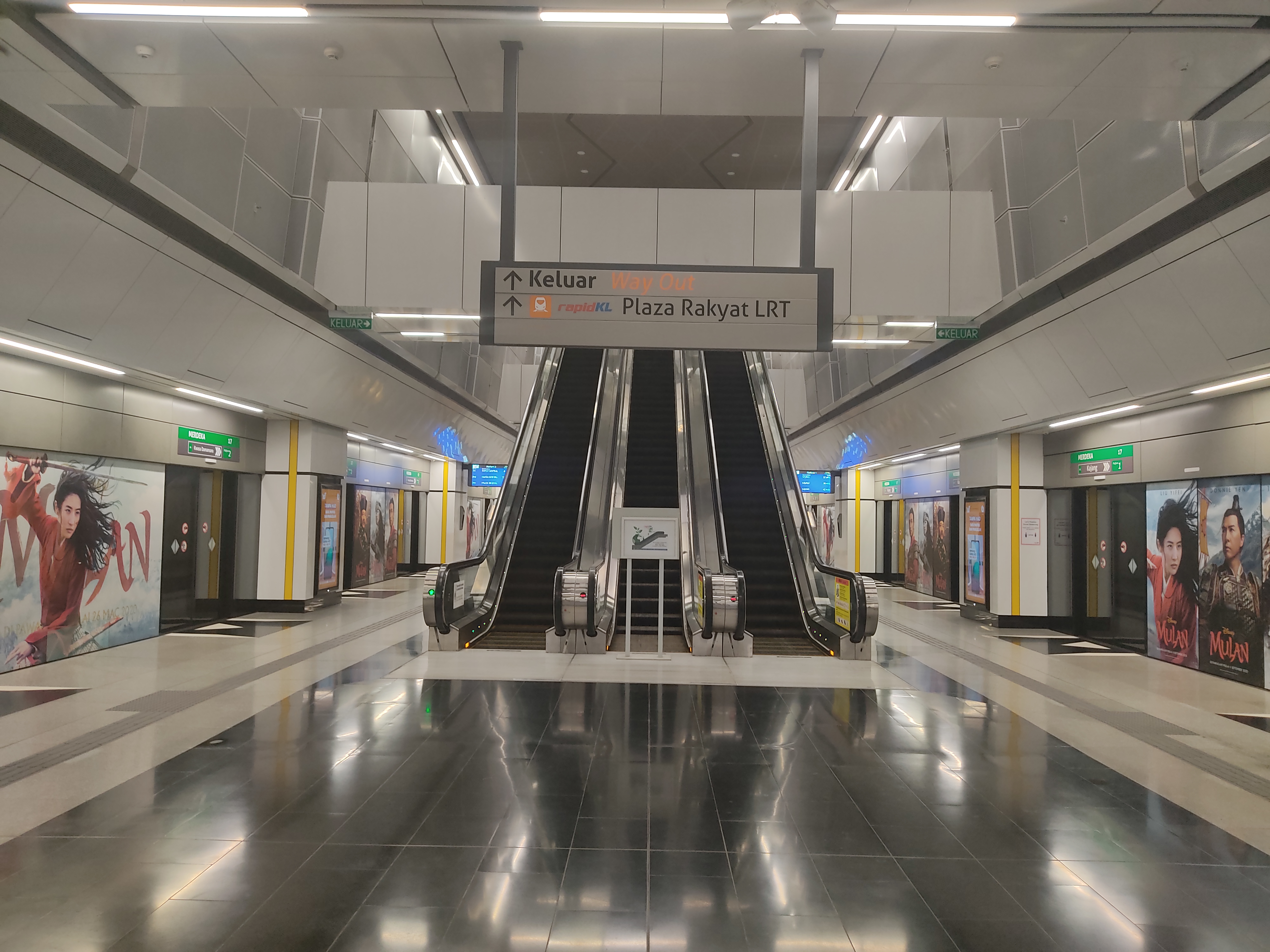
默迪卡站站台。
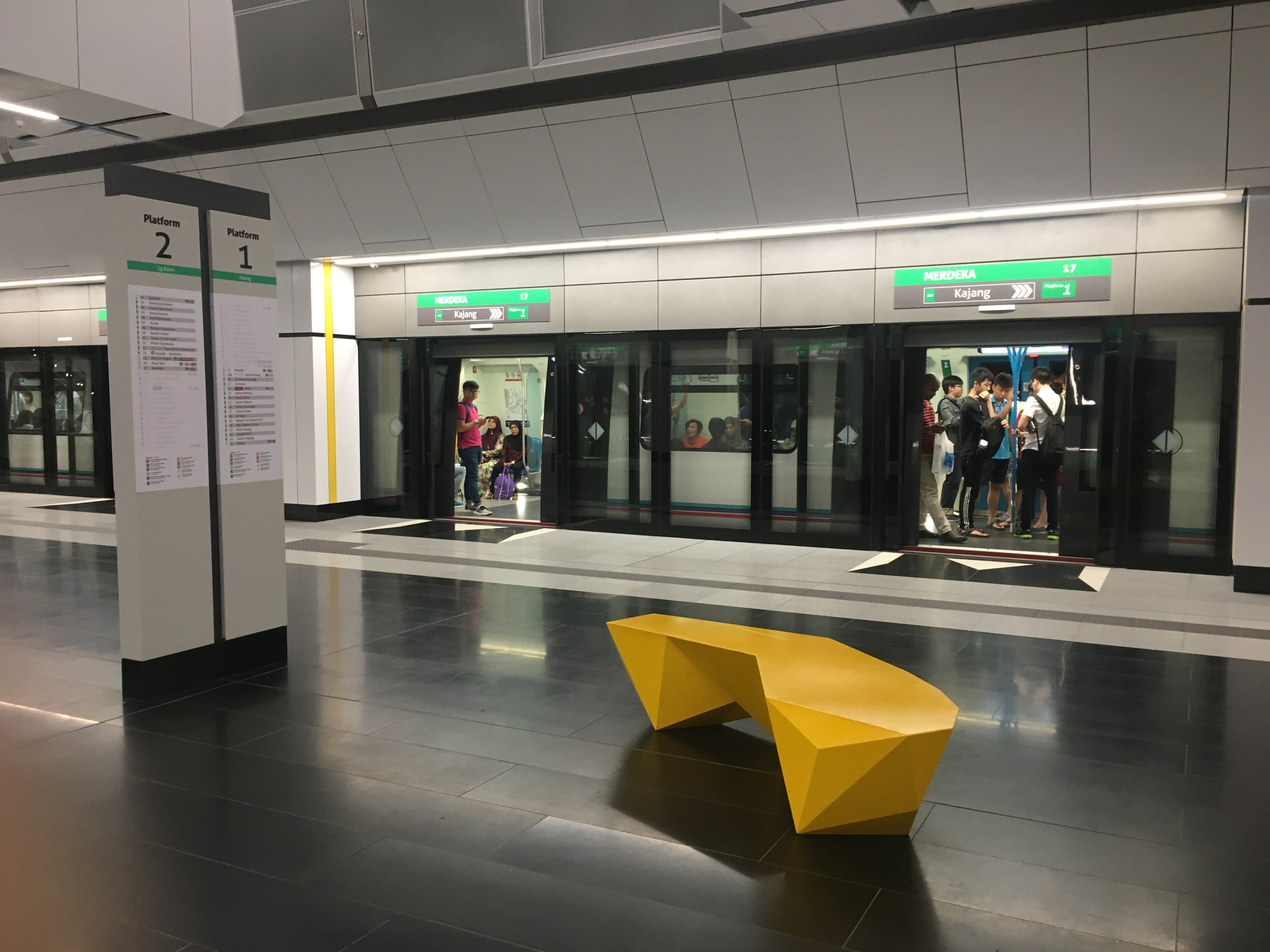
站台层的特色凳子。该凳子是由一名名为Chong Chin Sheng的大学生设计。
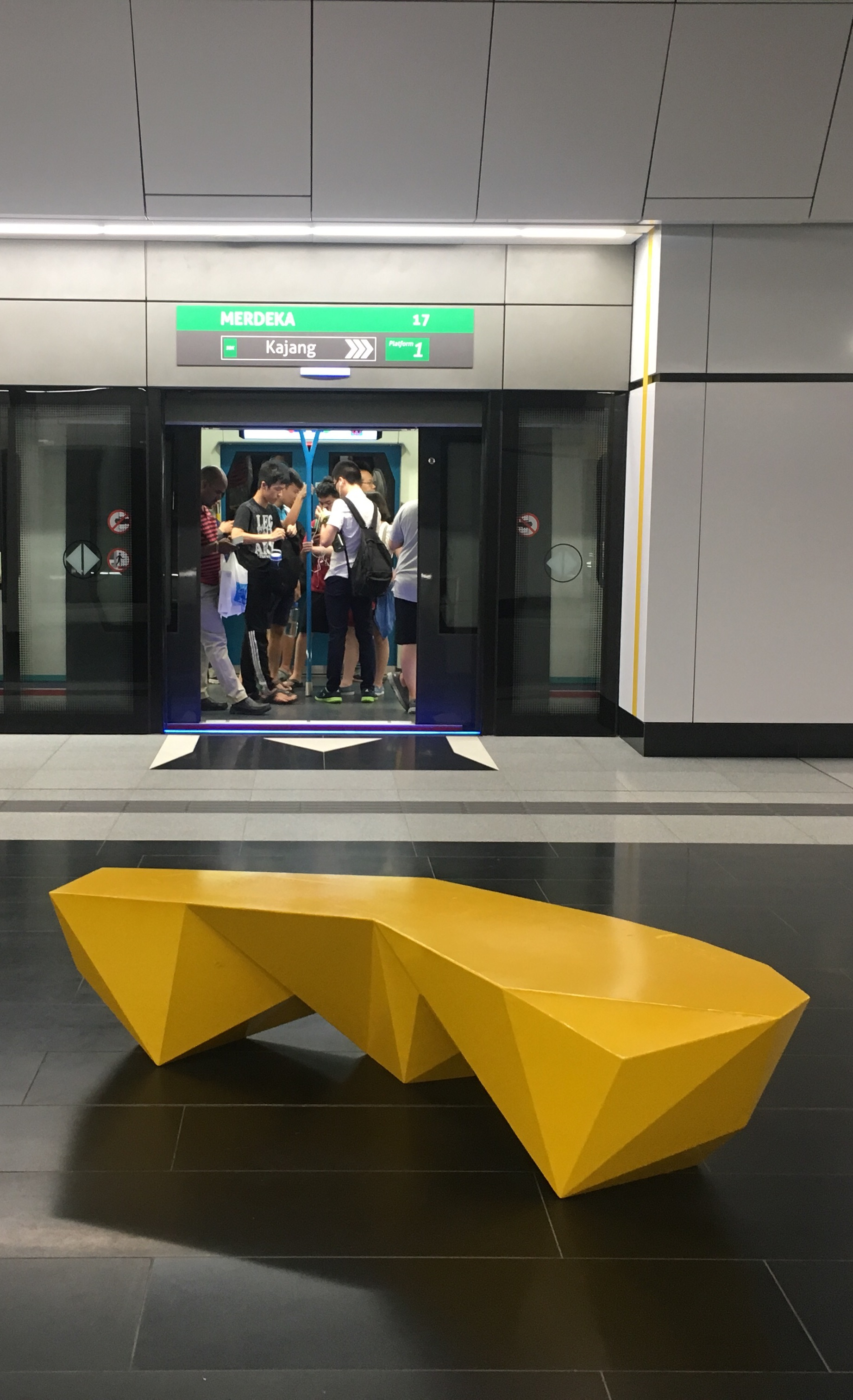
从另一角度看向凳子。
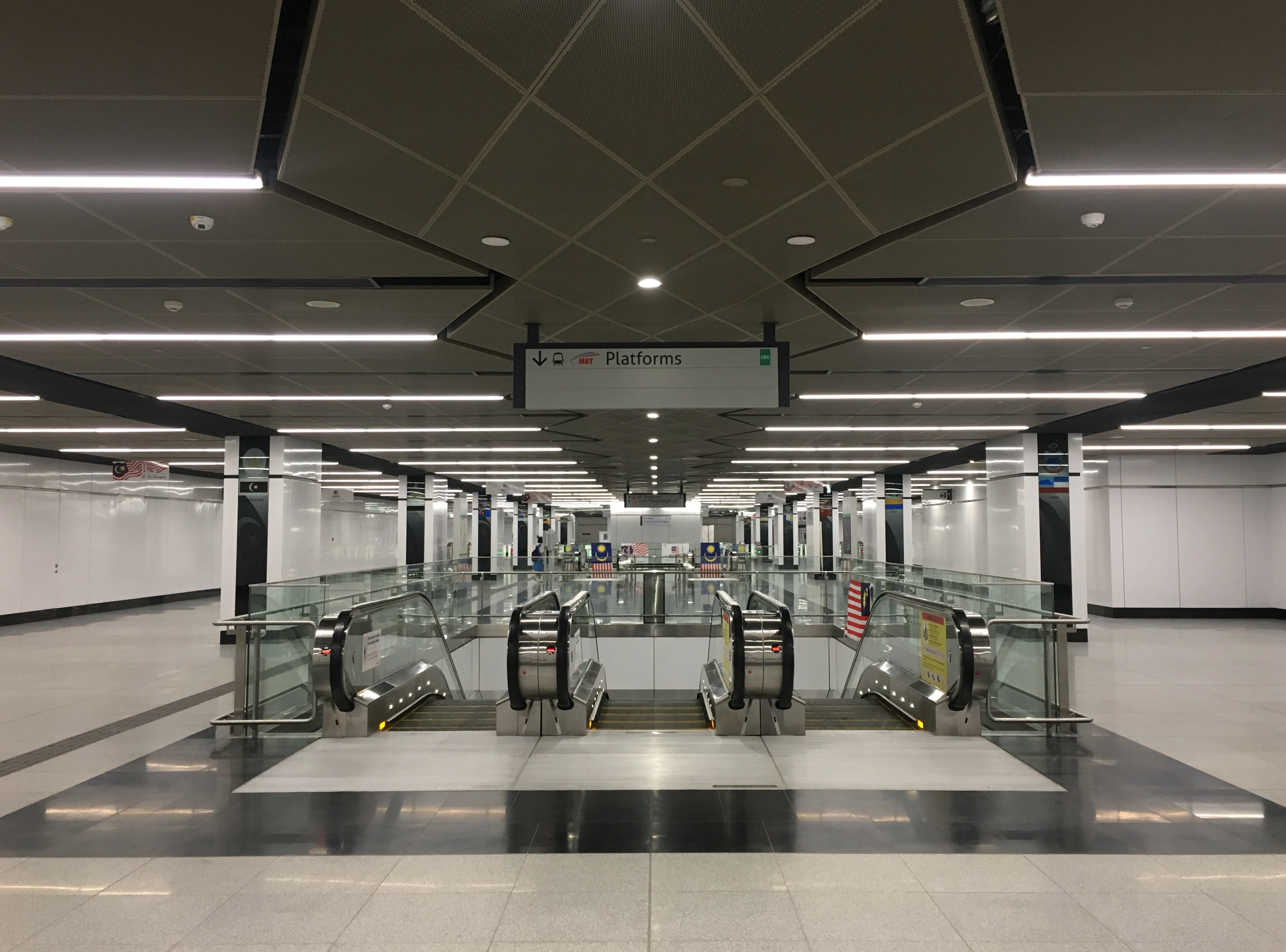
下大厅层一景。
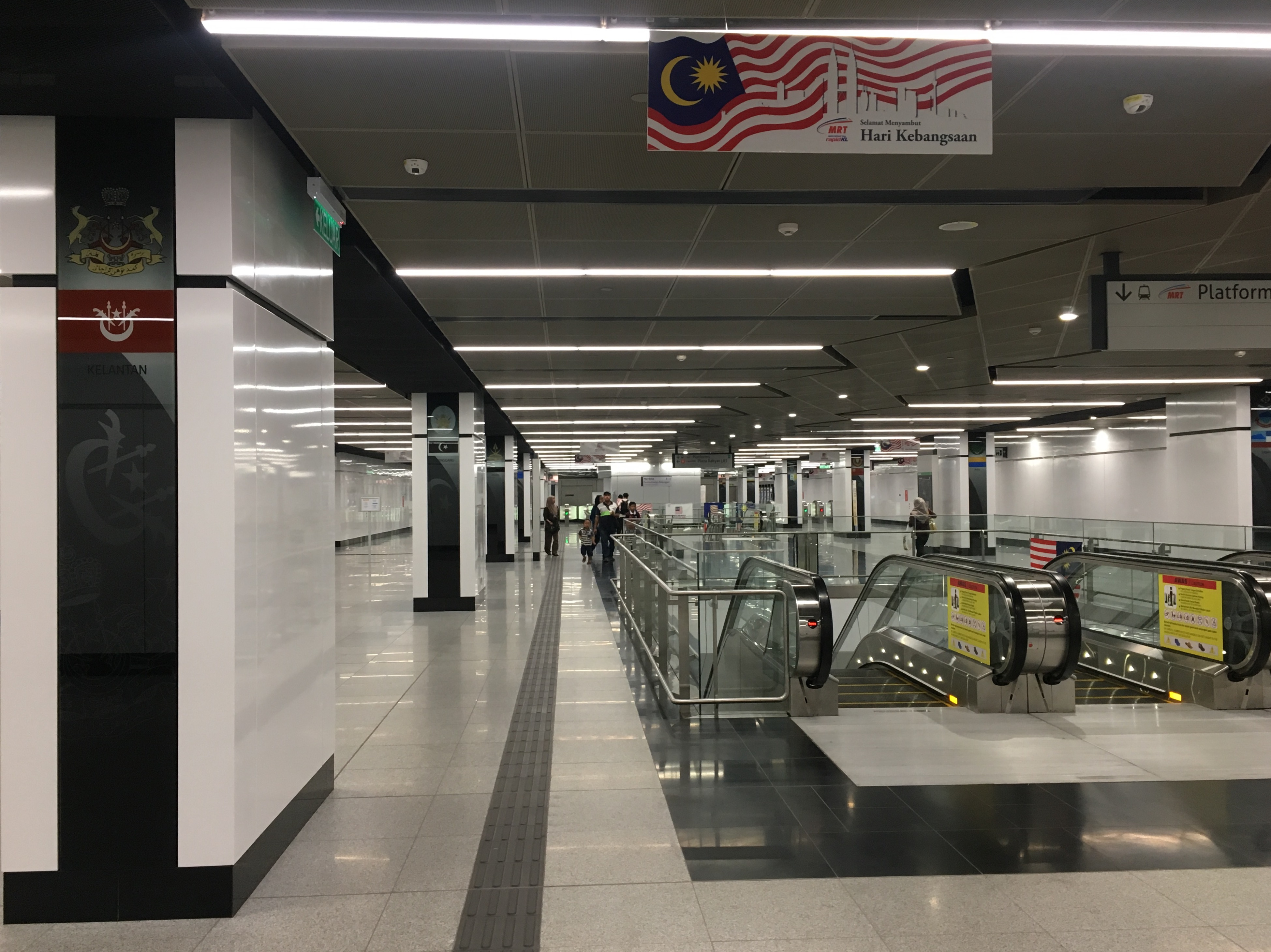
下大厅层和手扶梯。
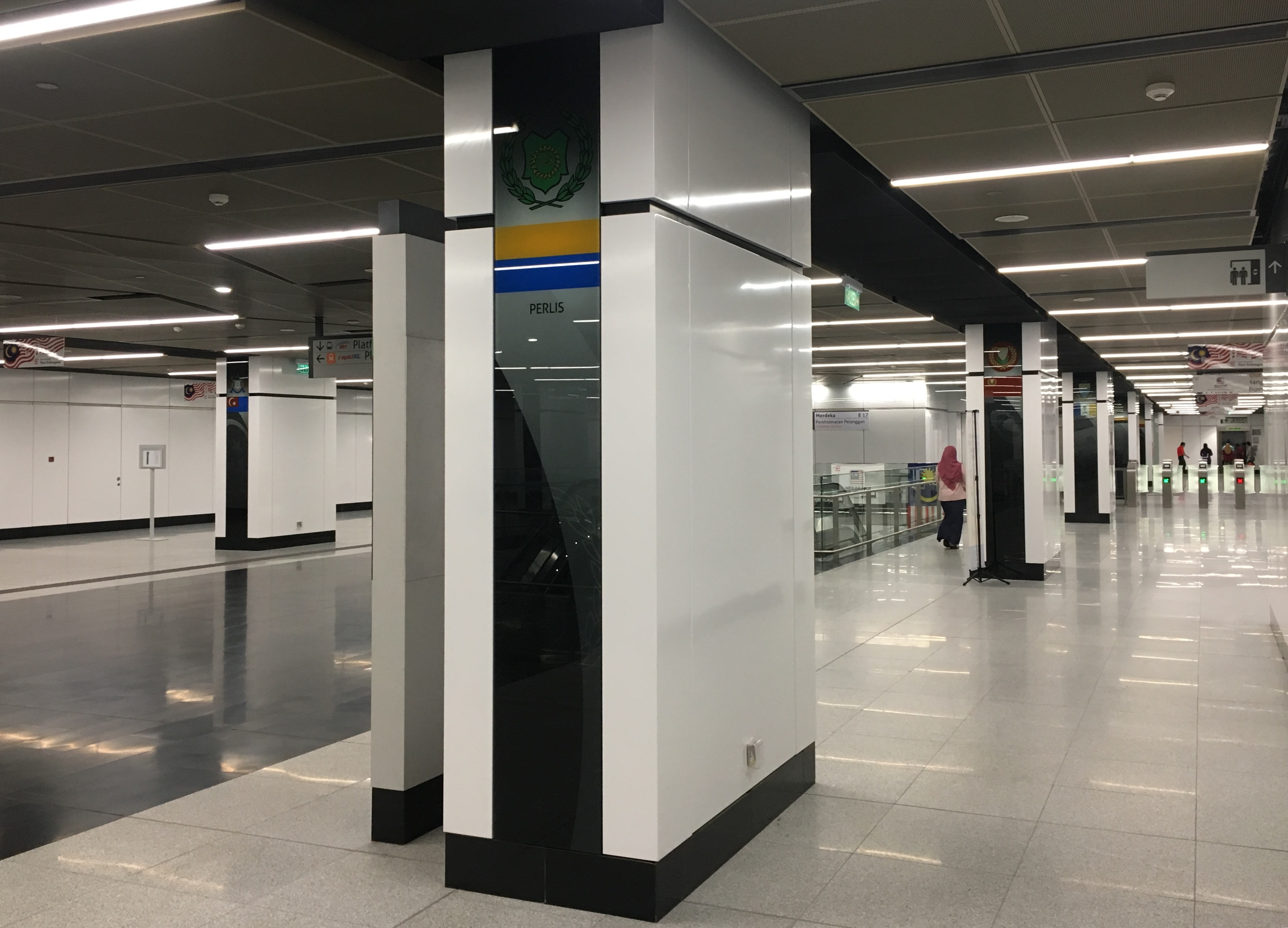
位于下大厅层柱子上的玻璃市州旗和州徽。
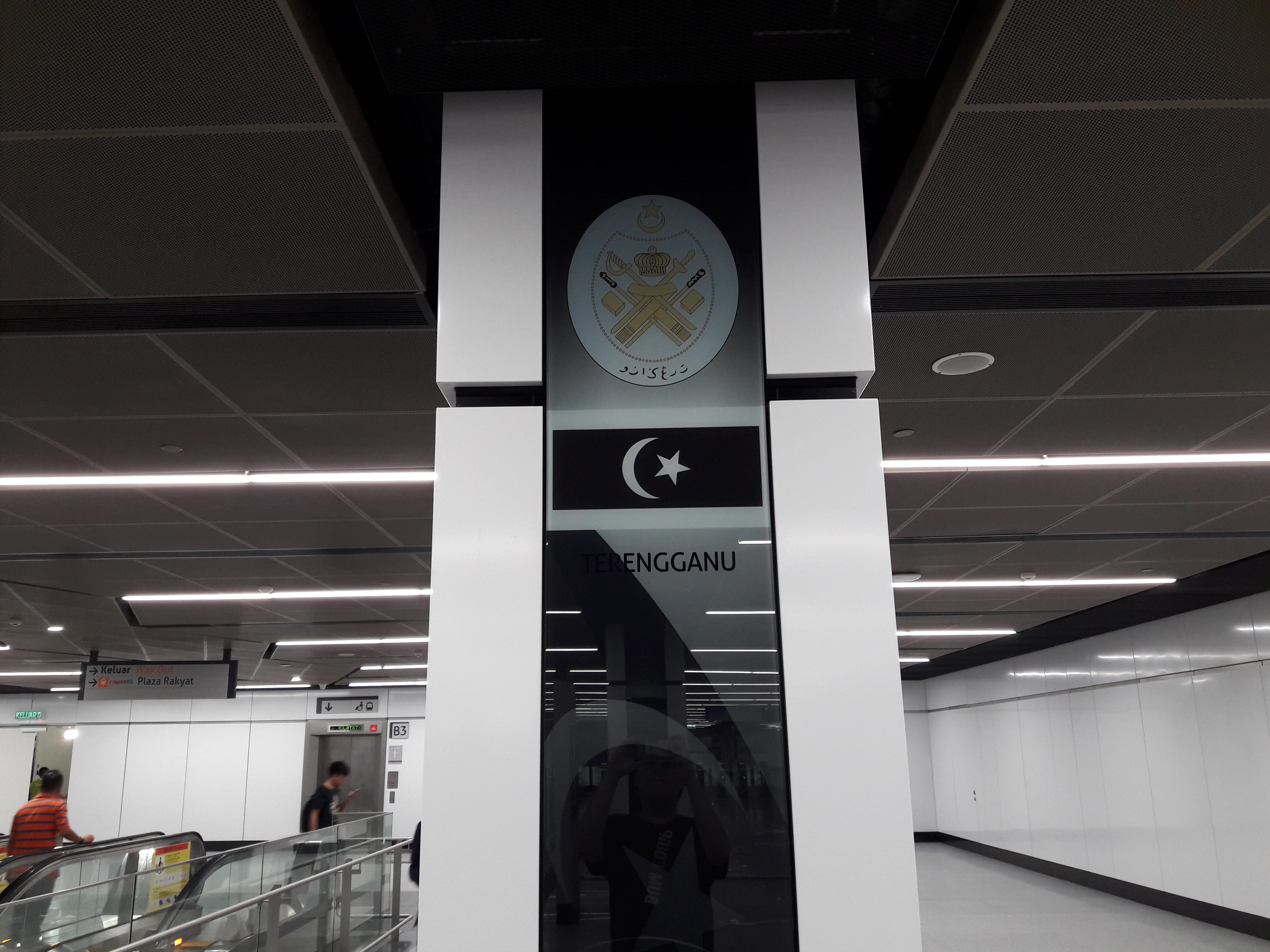
登嘉楼州旗装饰。
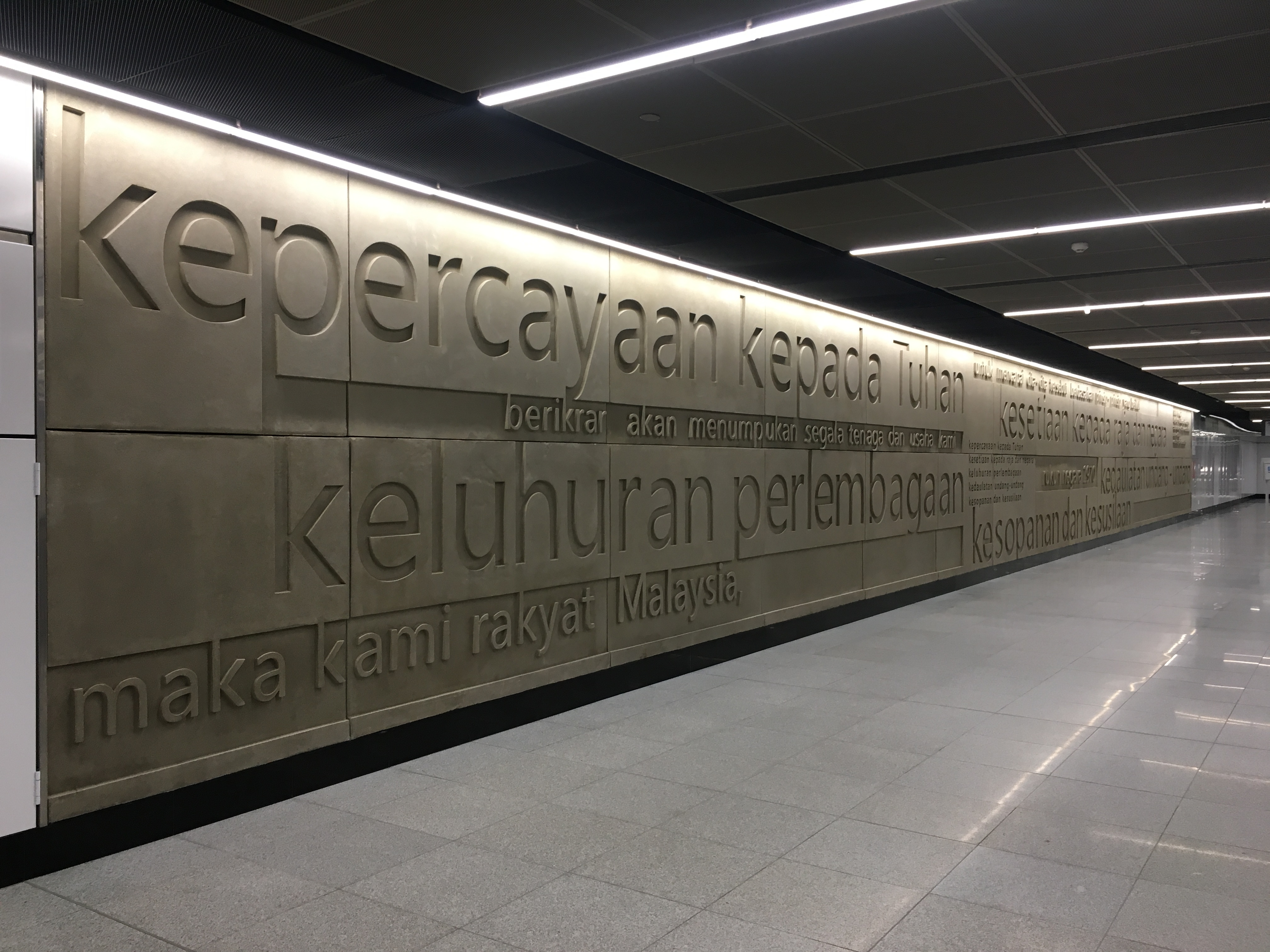
上大厅层的国家原则大字墙。
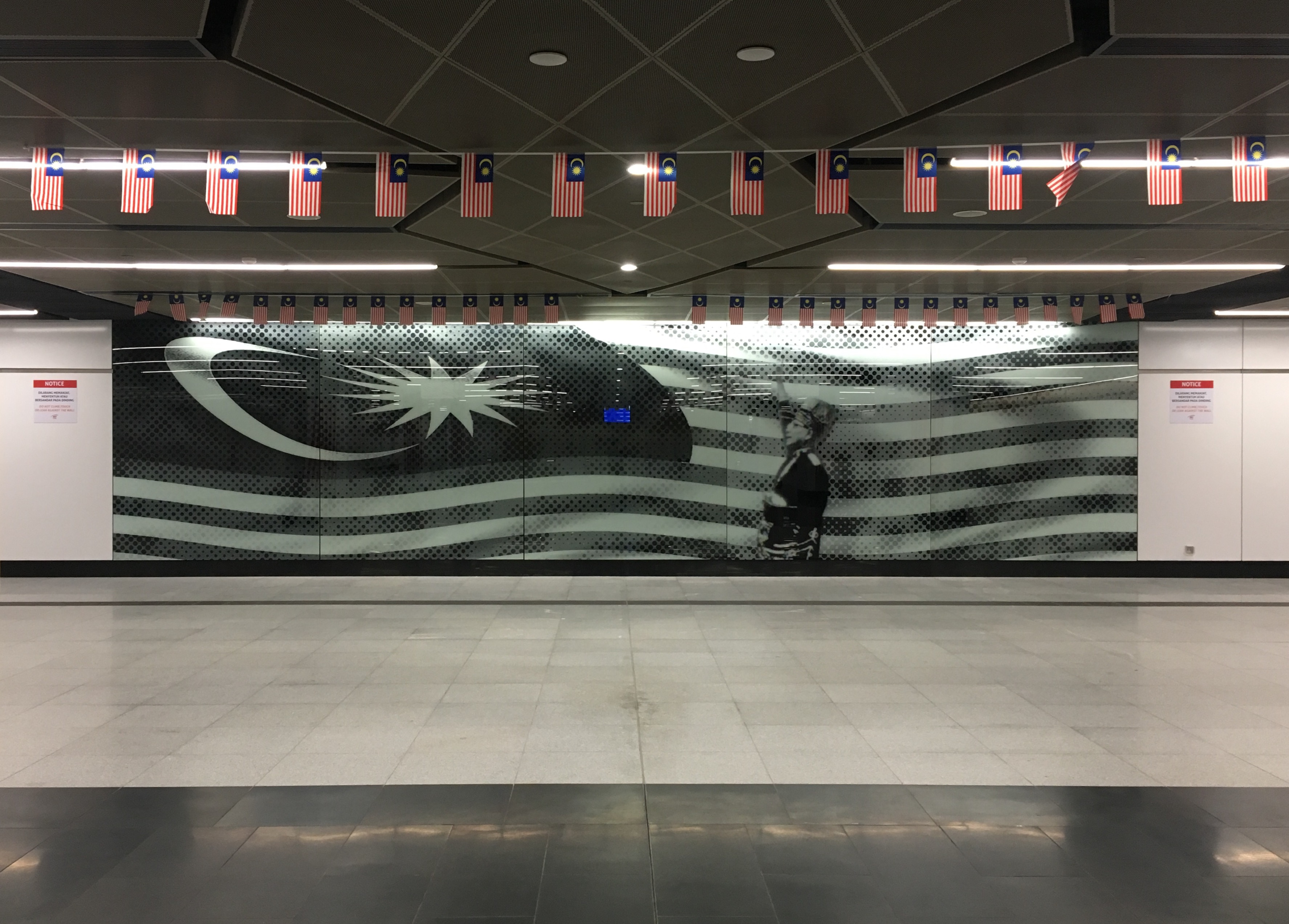
捷运站上大厅层的「独立宣言」特色墙 可看见马来西亚国父东姑阿都拉曼和黑白色的马来亚联合邦国旗。
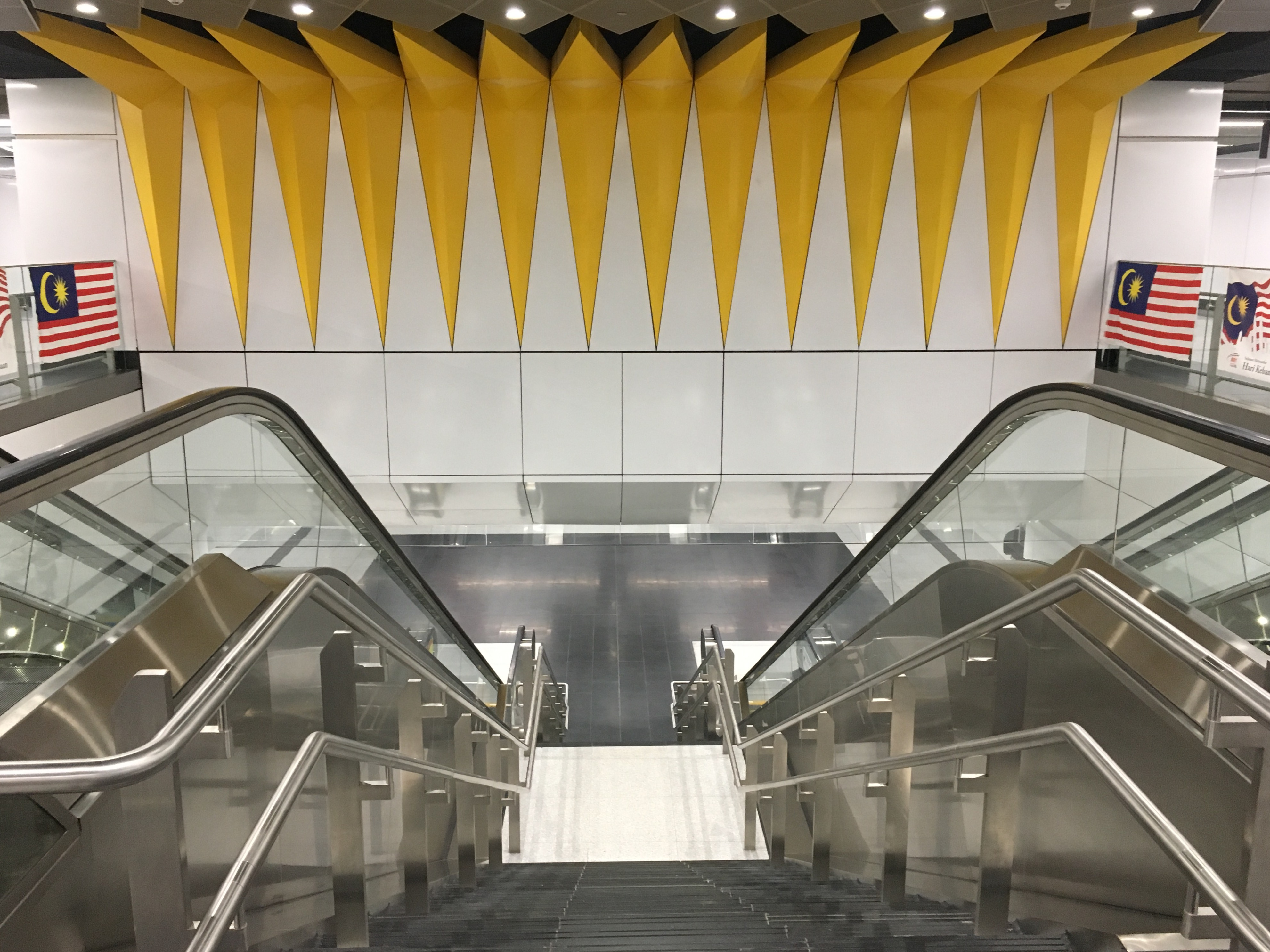
源自国旗14角星的内部设计。
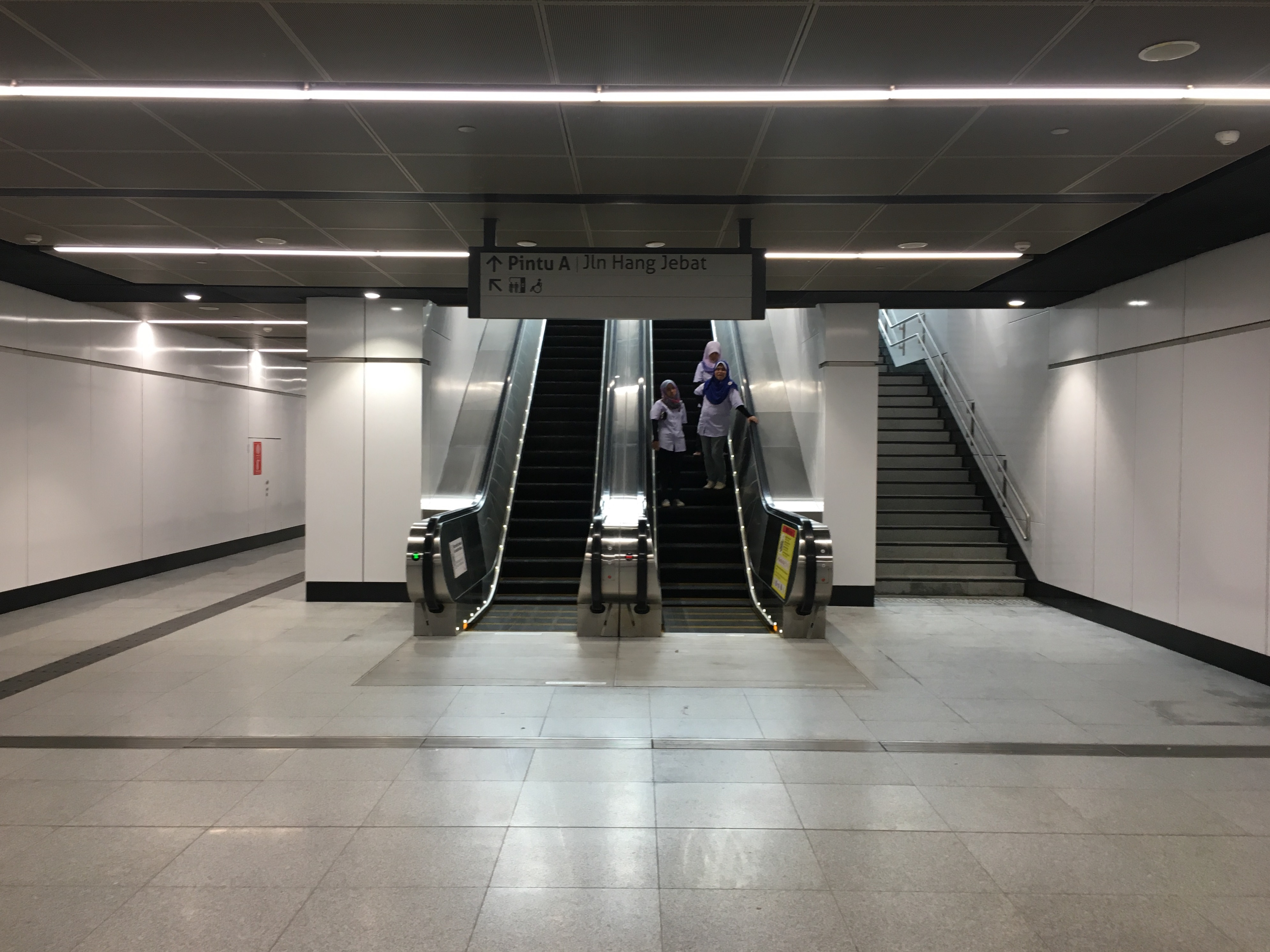
从入口A至上大厅层的手扶梯。
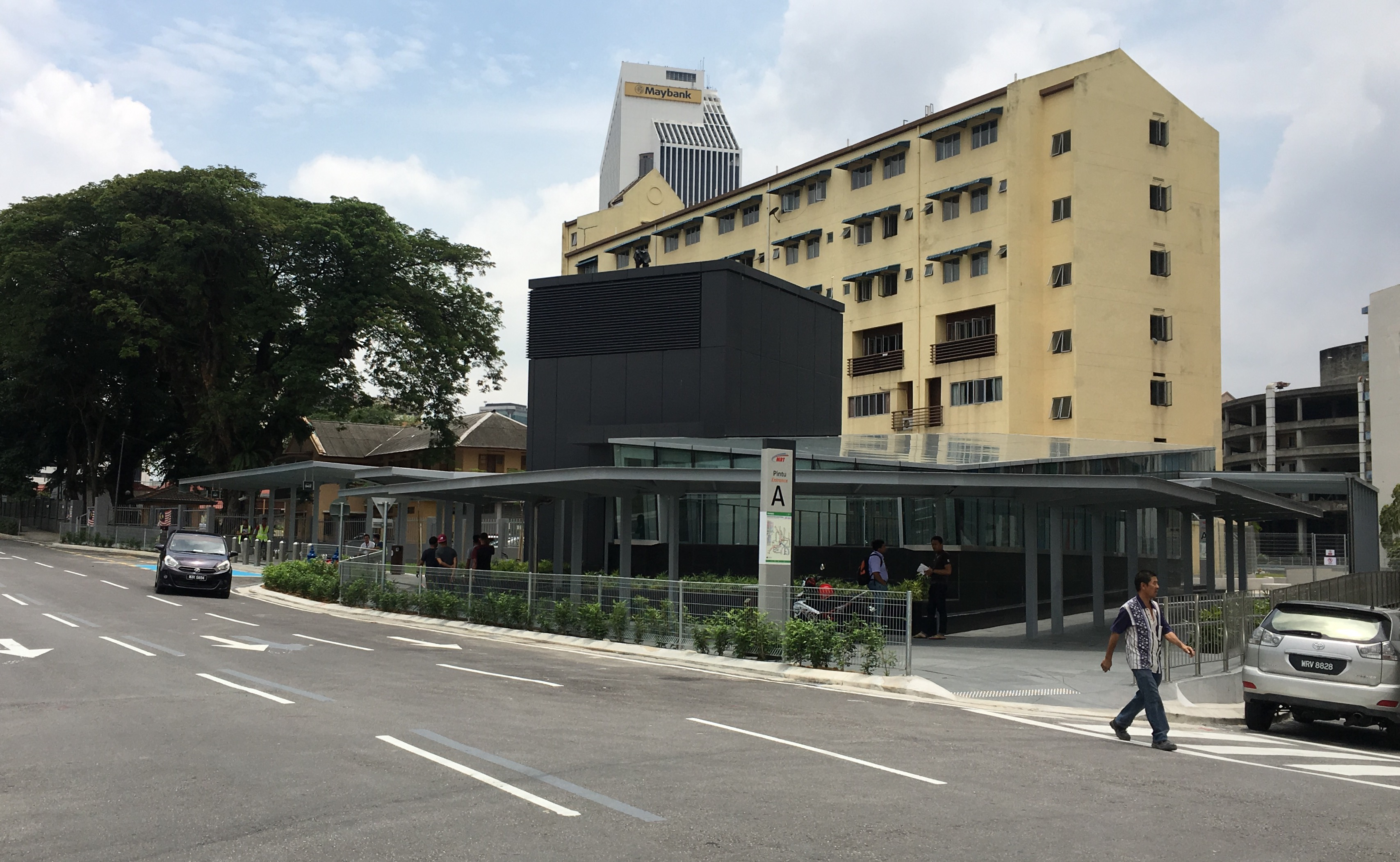
位于汉惹拔路的入口A。
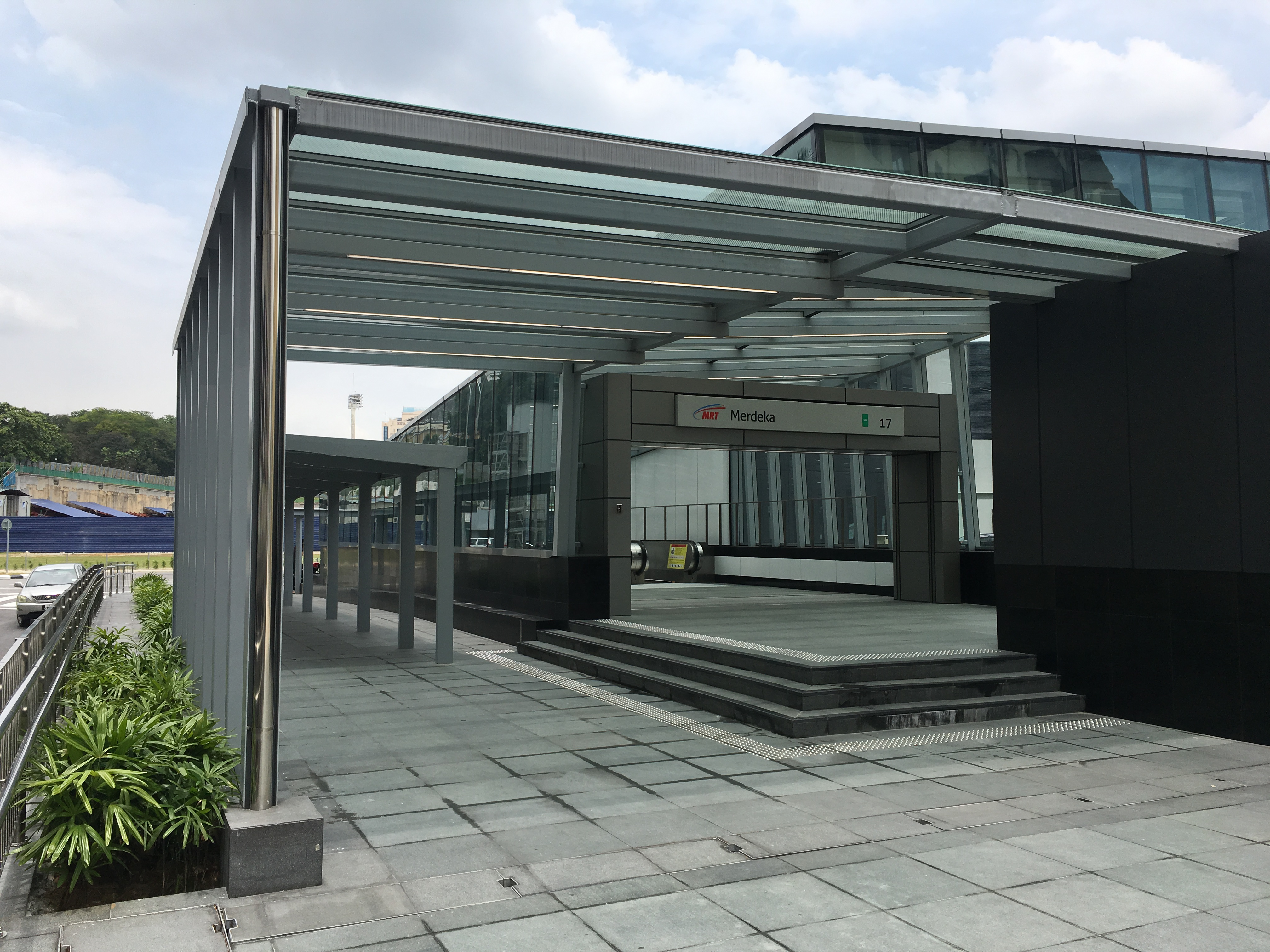
车站入口A。
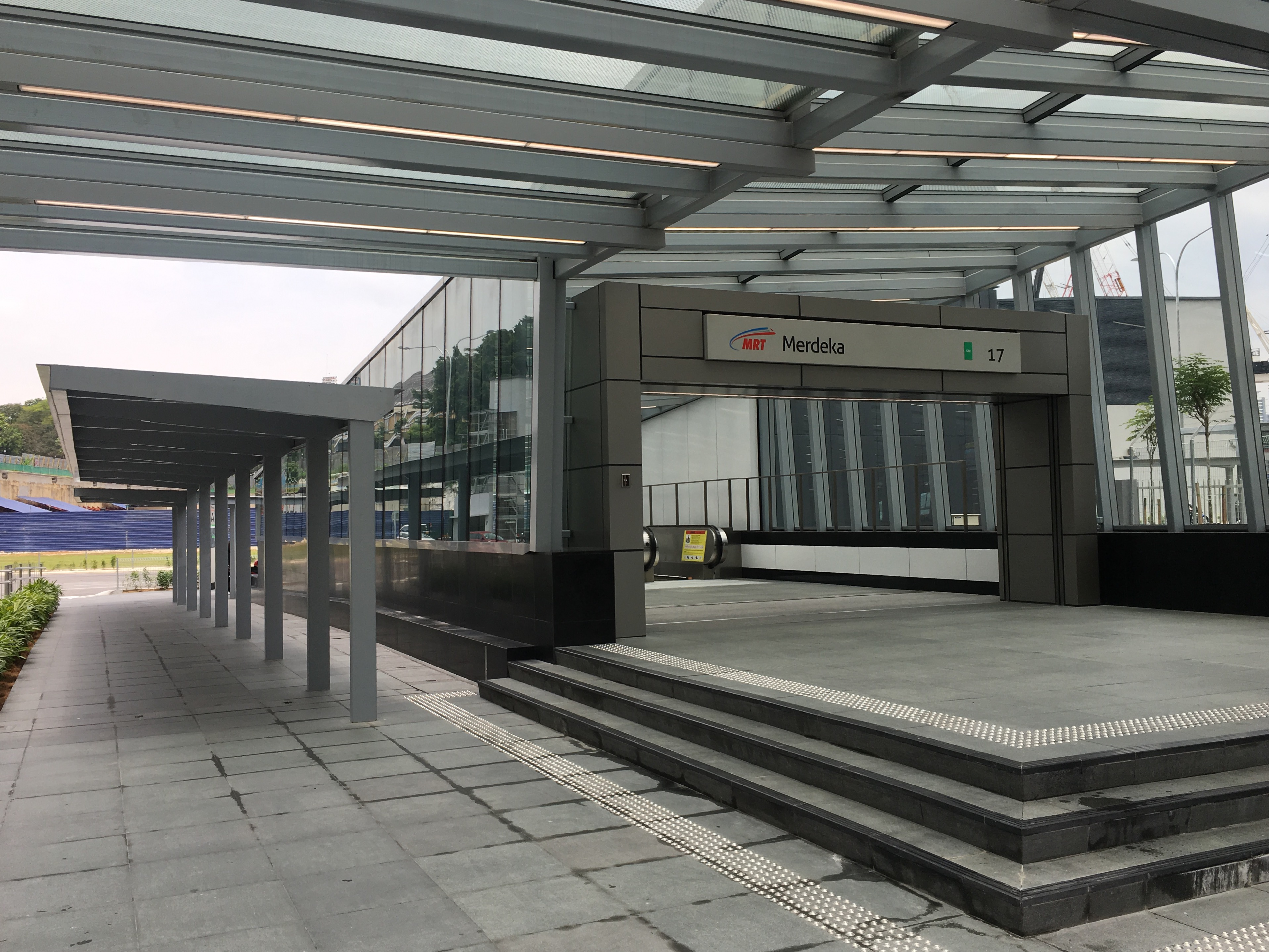
车站入口A另一景。
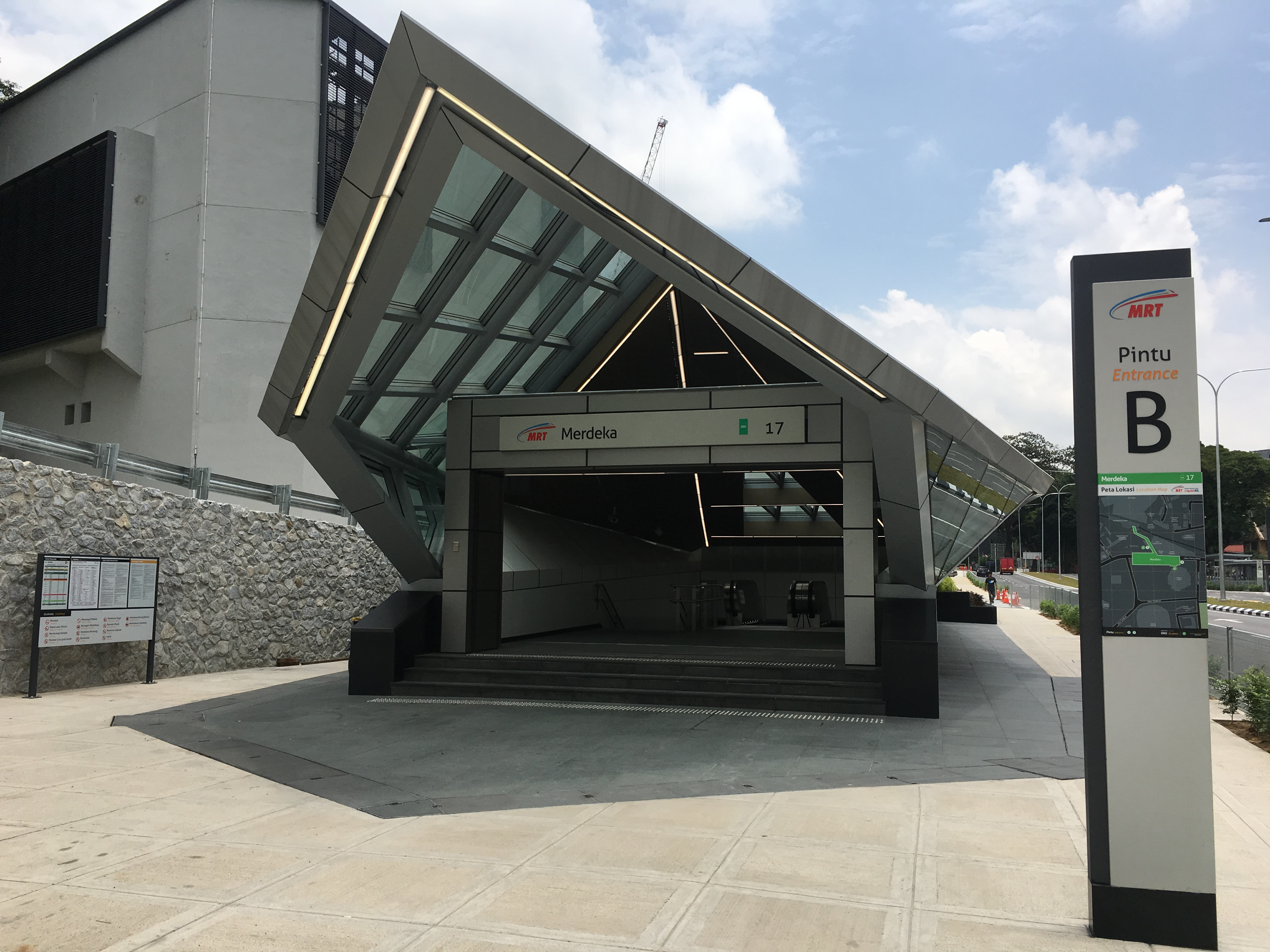
同样位于汉惹拔路的入口B，靠近国家体育馆。
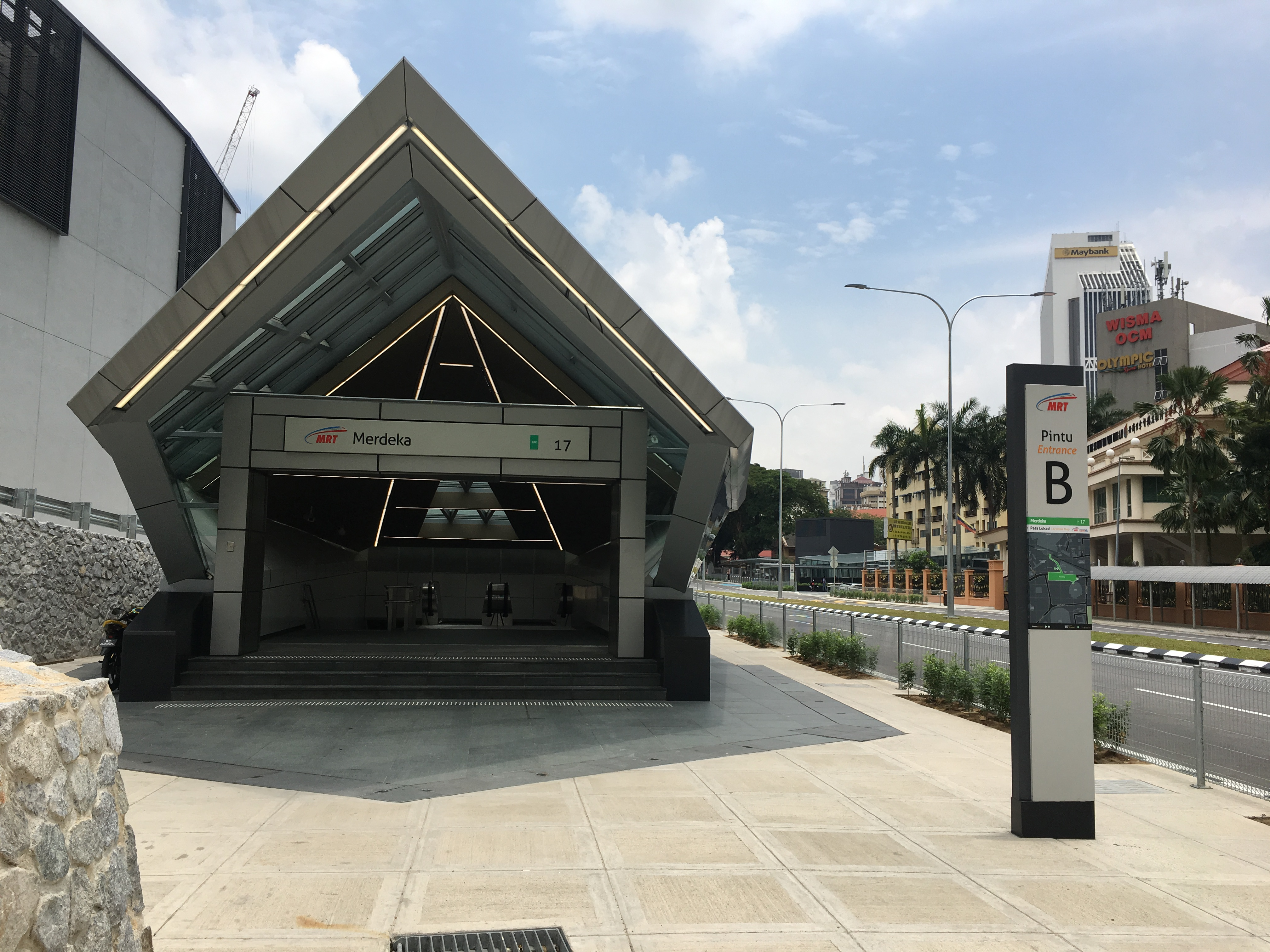
入口B另一景。
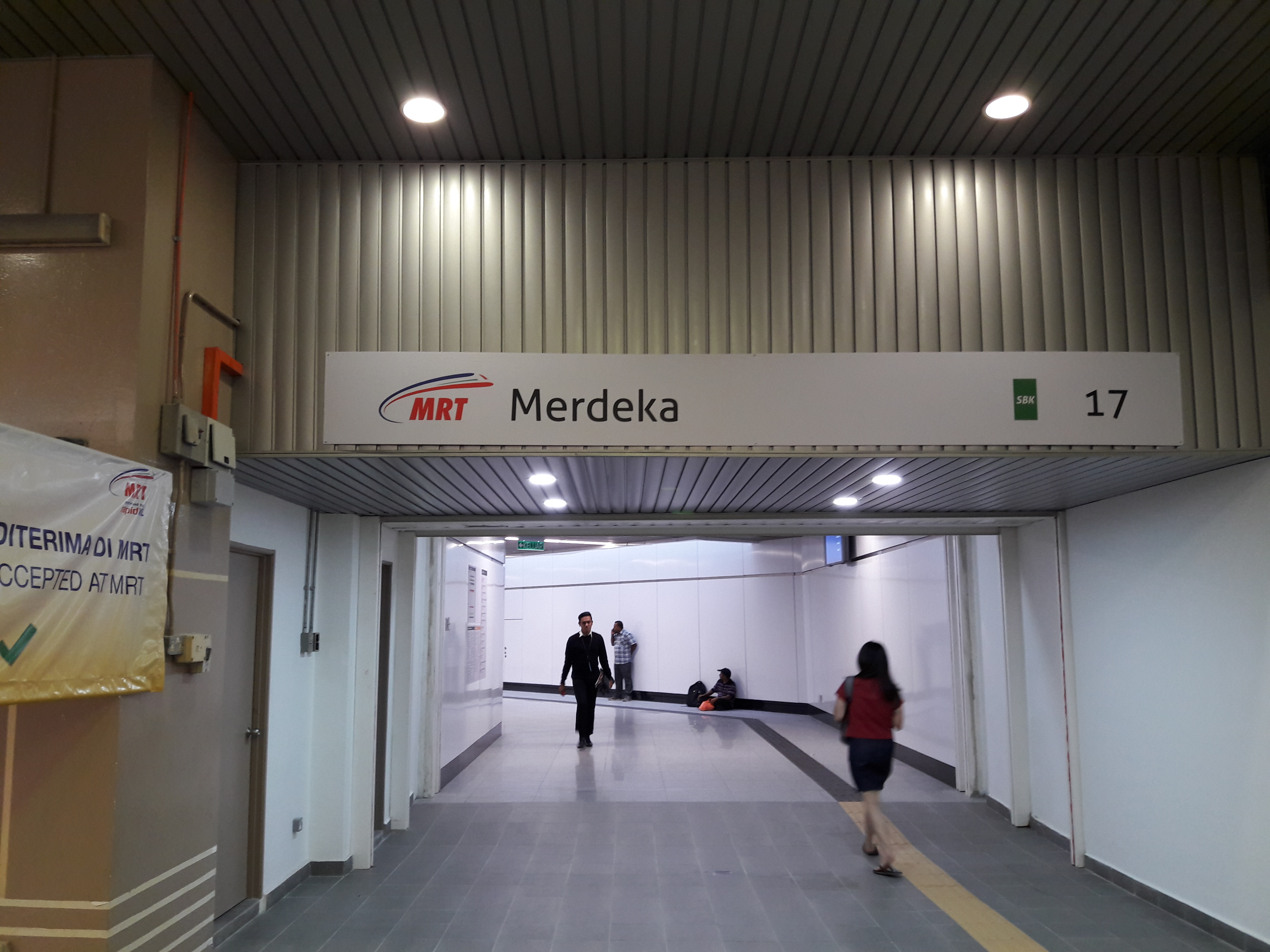
默迪卡站入口C。

### 付费区通道

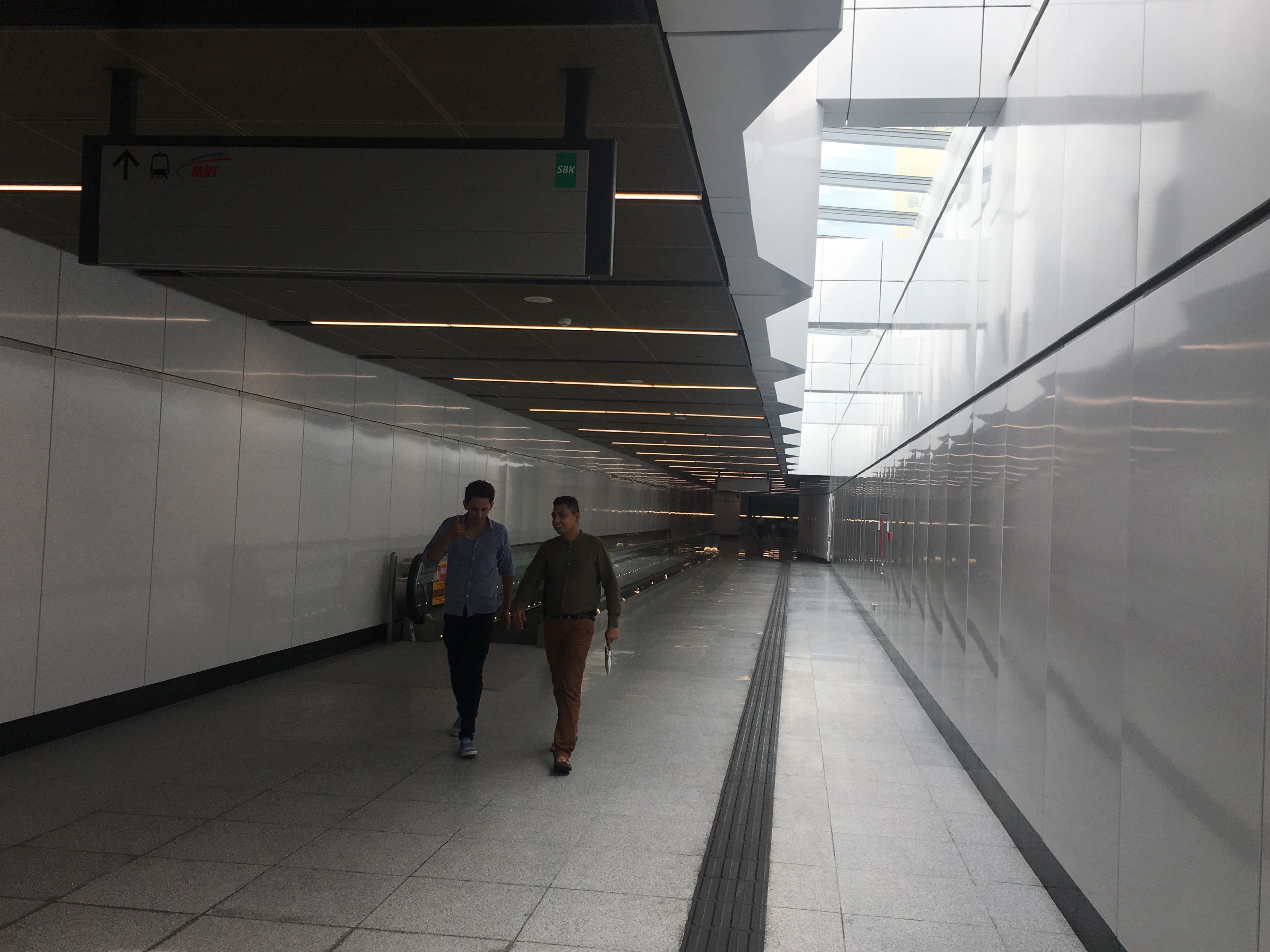
往默迪卡站方向的付费区通道一览。
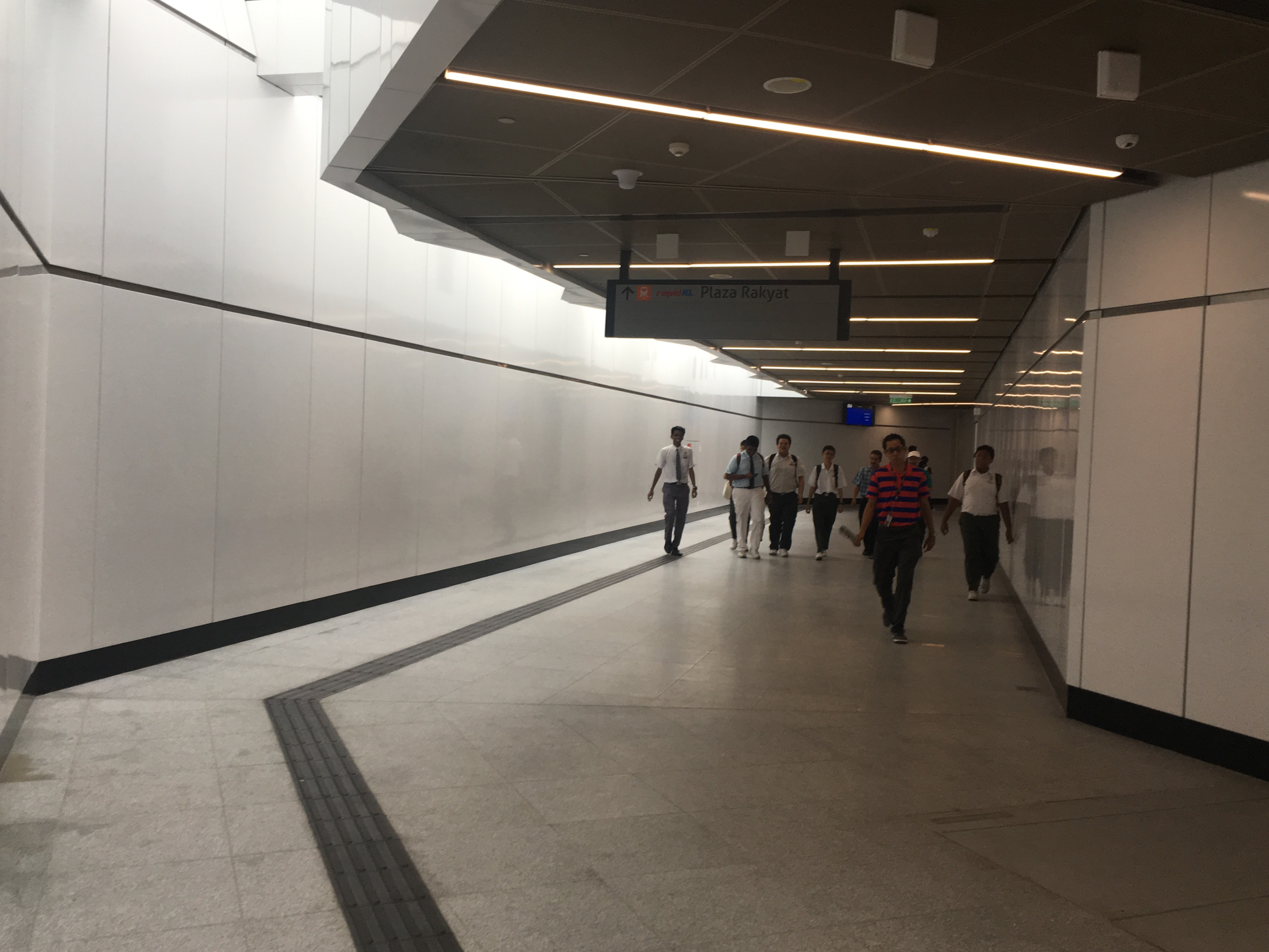
往人民广场站方向的付费区通道一览。
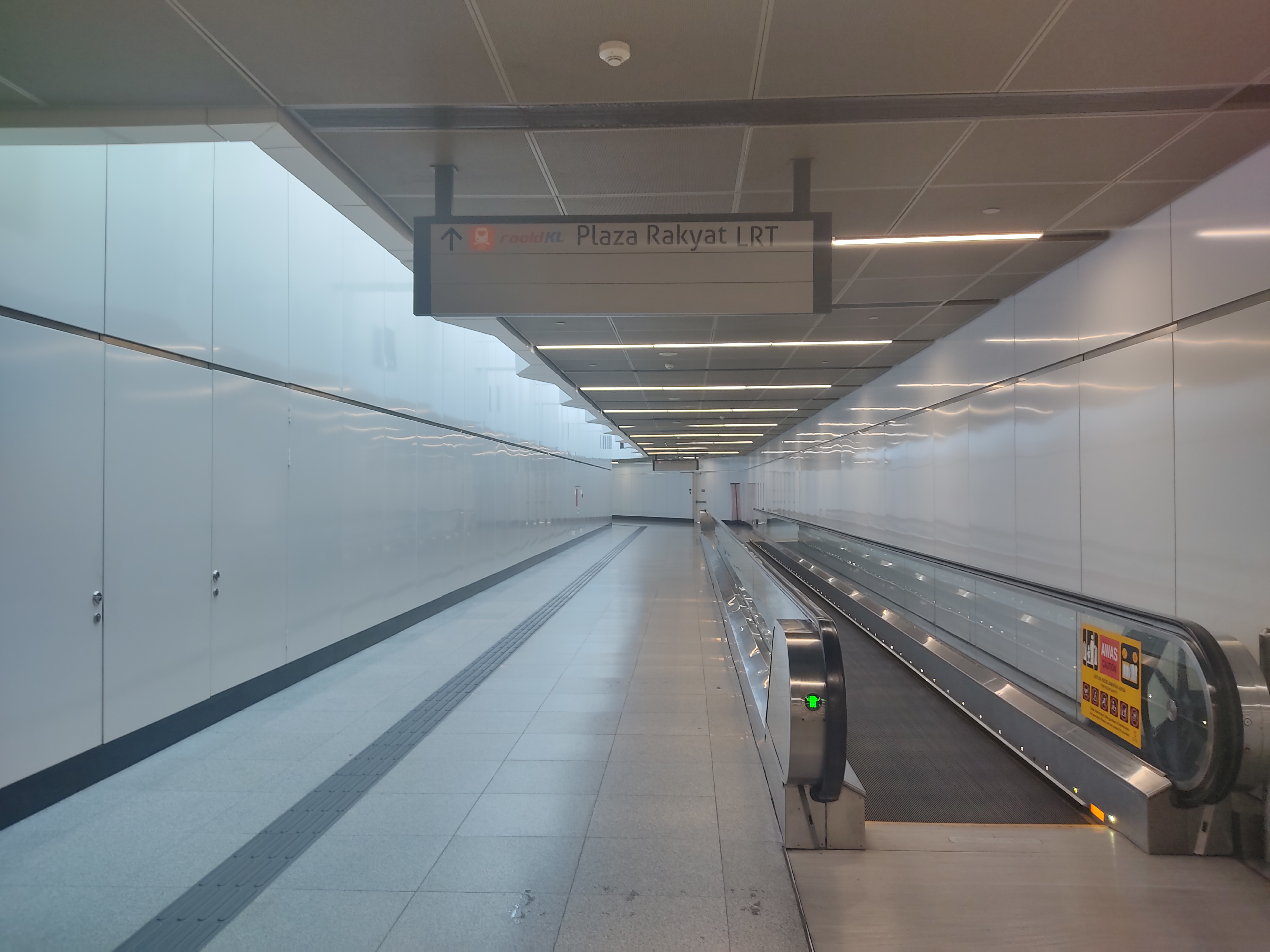
通道内的自动人行道。
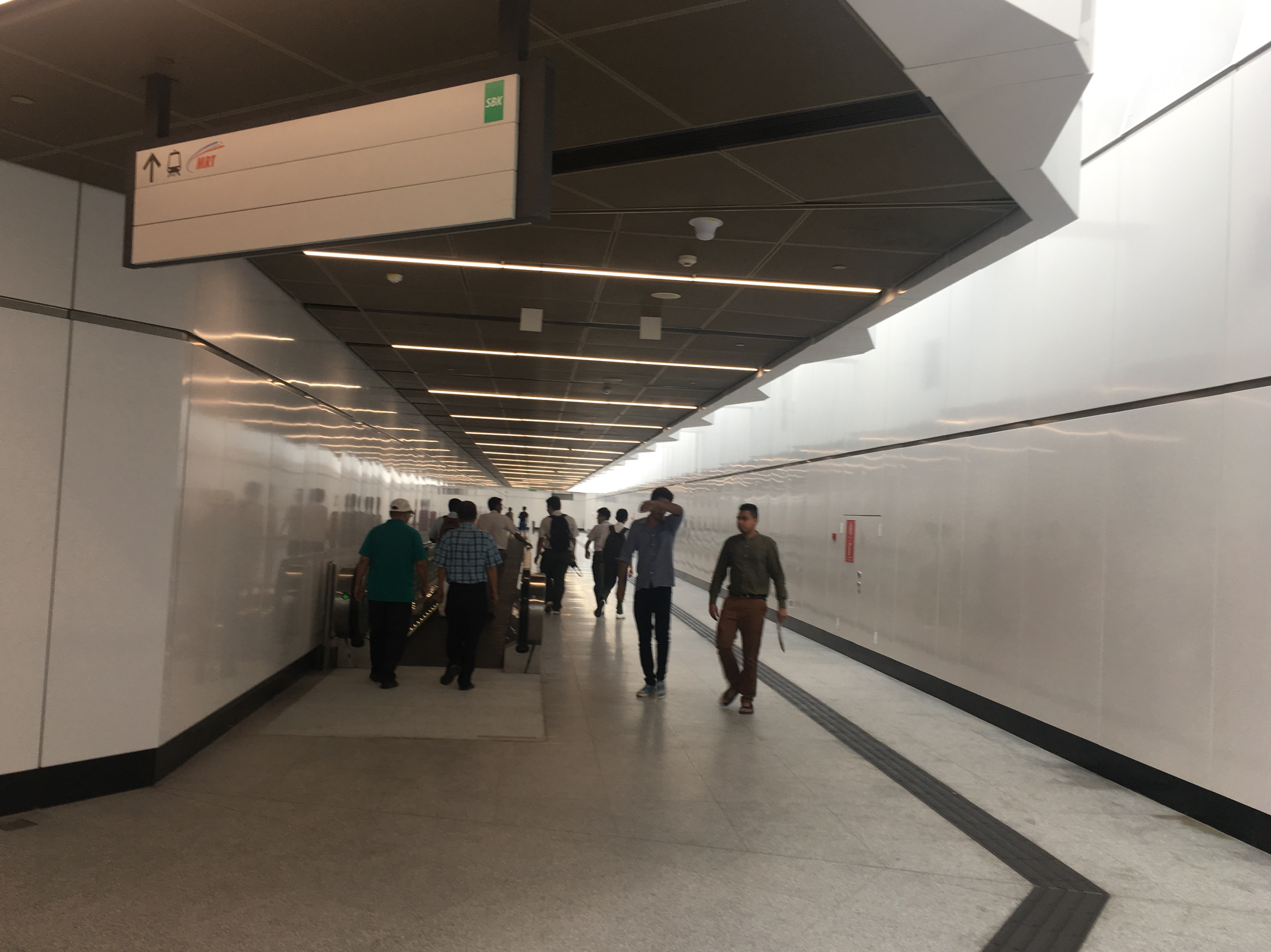
往人民广场站方向的付费区通道一览。
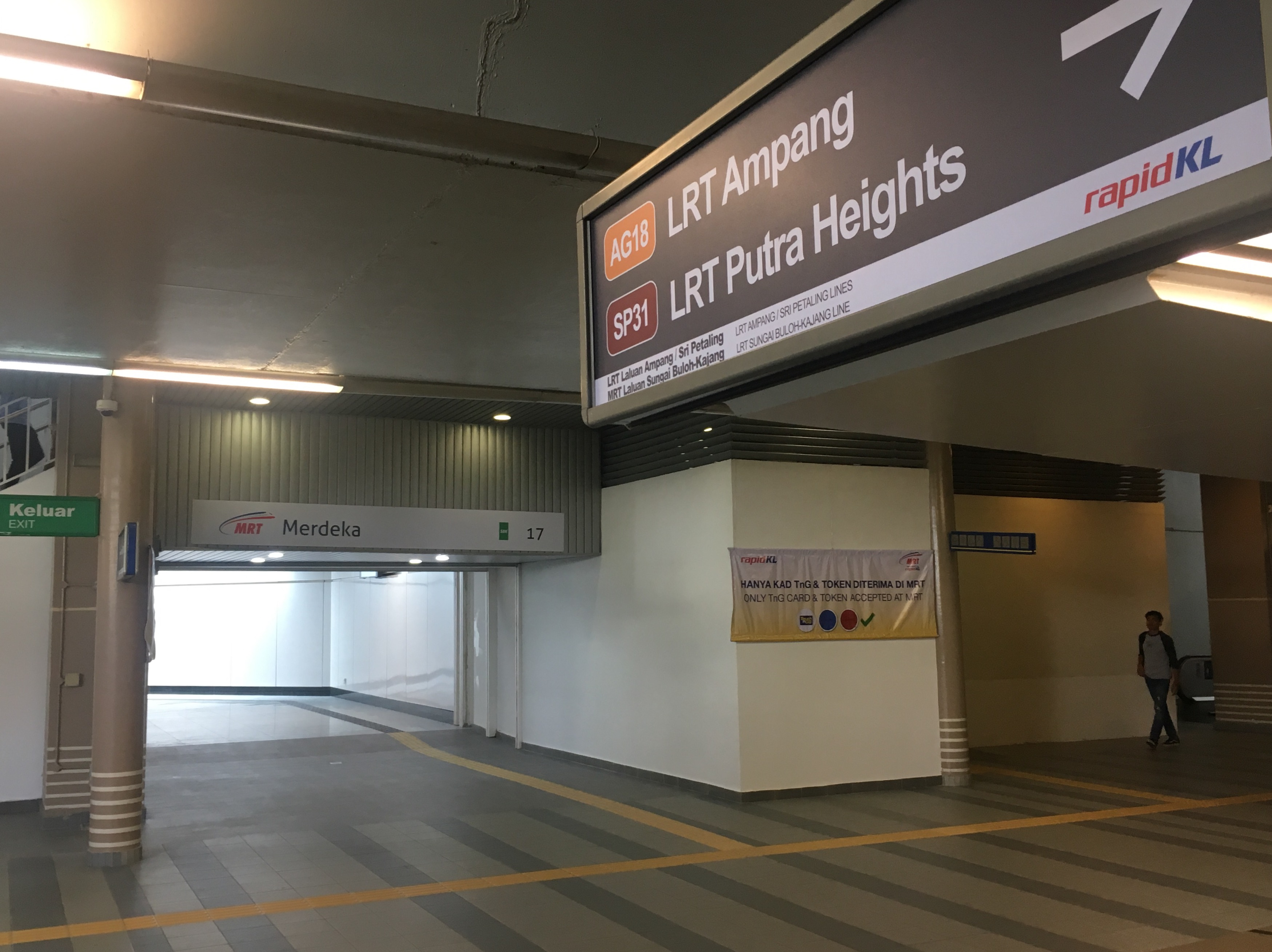
人民广场站的通道入口。
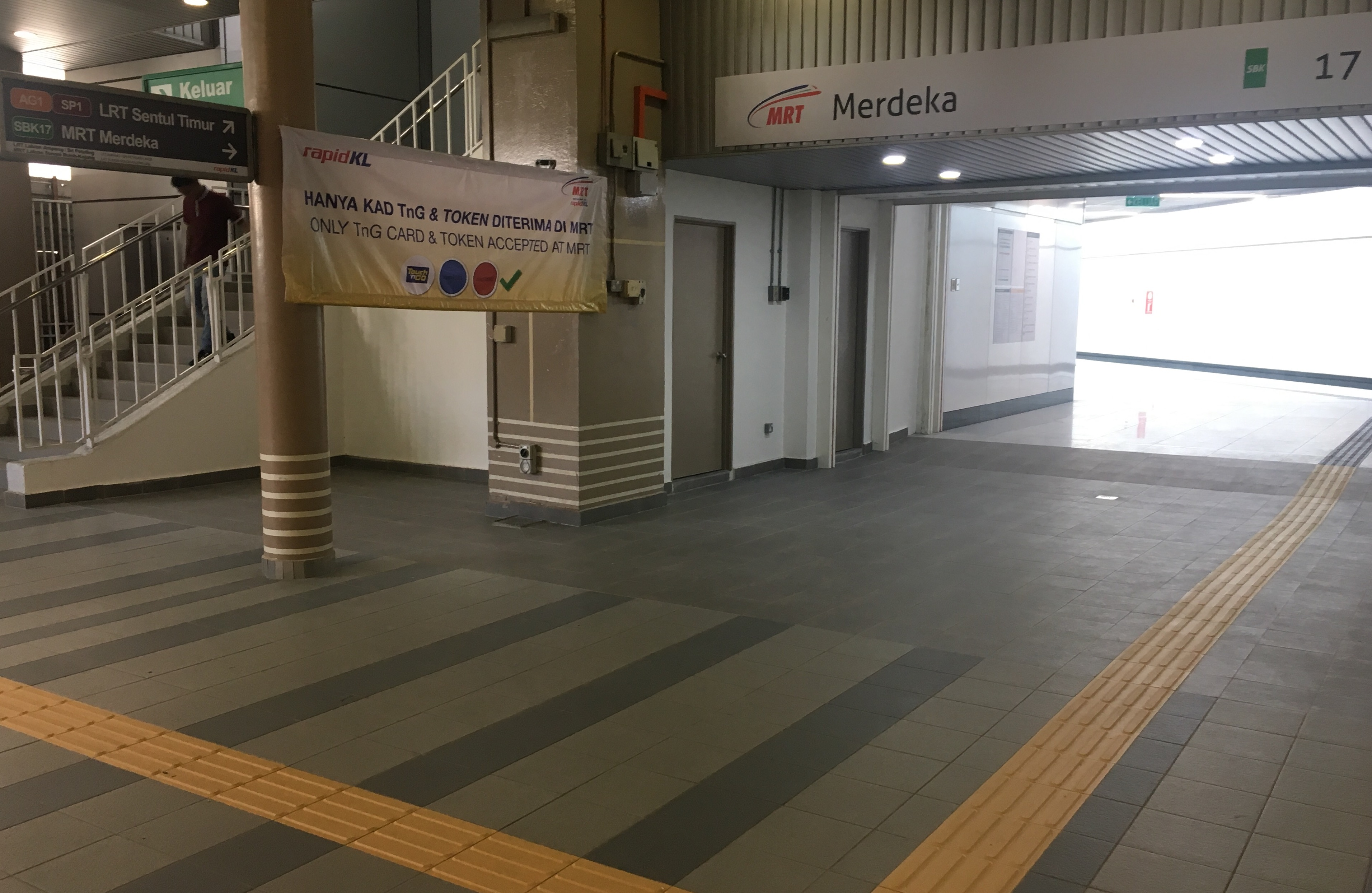
人民广场站的通道入口。
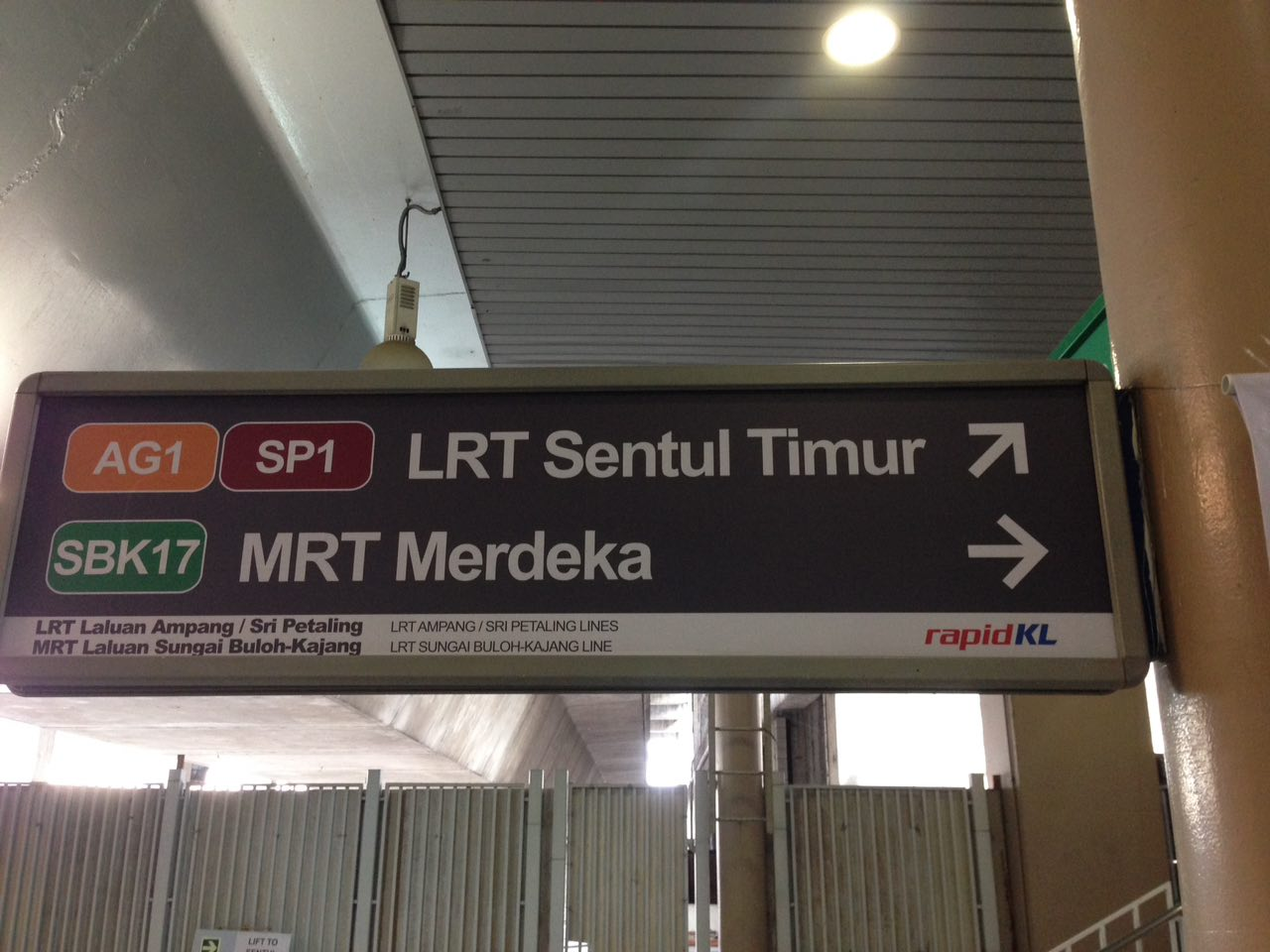
人民广场站内的一个站标，是默迪卡站的换乘站。

## 车站周边

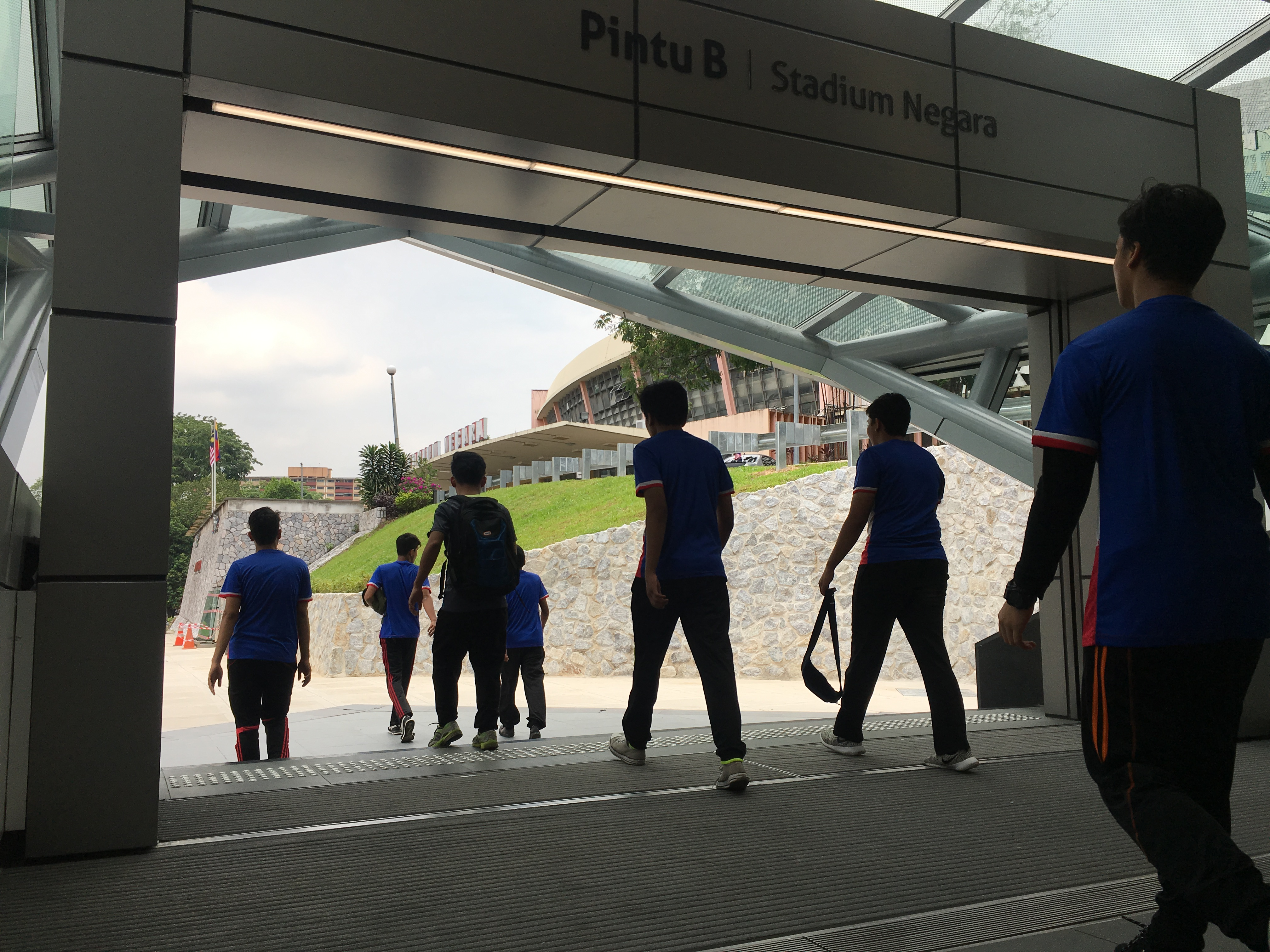
入口B附近就是国家体育馆（室内体育馆）。

本站位于默迪卡体育场和马来西亚最高的摩天大楼默迪卡118附近，捷运站入口B附近几十米就是马来西亚国家体育馆。
以下为附近的几所学校：
- 吉隆坡德威伸路州立华文小学
- 吉隆坡美以美男子国民中学（MBSSKL，Methodist Boys' Secondary School Kuala Lumpur）
- 吉隆坡尊孔国民型华文中学（SMJK Confucian）
- 吉隆坡尊孔独立中学（Confucian Independence High School）
- 维多利亚学院（SMK Victoria）

附近的礼拜场所：
- 吉隆坡福音堂（Gospel Hall Kuala Lumpur）
- 卫斯理教堂（Wesley Methodist Church）
- 阿布卡瑞清真寺（Al-Bukhary Mosque）

附近的其他建筑：
- 马来西亚基督教女青年會（YWCA）
- 马来西亚奥林匹克委员会（OCM）
- 奥运大酒店（Hotel Grand Olympic）
- 马来西亚篮球总会总部（大马篮总，MABA）
- 精武体育馆
- 贝登堡府：马来西亚童军总会之总部。